# Seneca (Illinois)
Seneca és una població dels Estats Units a l'estat d'Illinois. Segons el cens del 2000 tenia 2.053 habitants.

## Demografia
Segons el cens del 2000, Seneca tenia 2.053 habitants, 744 habitatges, i 569 famílies. La densitat de població era de 239,5 habitants/km².
Dels 744 habitatges en un 40,6% hi vivien nens de menys de 18 anys, en un 63,3% hi vivien parelles casades, en un 9,5% dones solteres, i en un 23,4% no eren unitats familiars. En el 20,8% dels habitatges hi vivien persones soles el 10,6% de les quals corresponia a persones de 65 anys o més que vivien soles. El nombre mitjà de persones vivint en cada habitatge era de 2,76 i el nombre mitjà de persones que vivien en cada família era de 3,22.
Per edats la població es repartia de la següent manera: un 30,7% tenia menys de 18 anys, un 6,6% entre 18 i 24, un 28,4% entre 25 i 44, un 22,5% de 45 a 60 i un 11,8% 65 anys o més.
L'edat mediana era de 36 anys. Per cada 100 dones de 18 o més anys hi havia 95,1 homes.
La renda mediana per habitatge era de 52.188 $ i la renda mediana per família de 57.552 $. Els homes tenien una renda mediana de 42.431 $ mentre que les dones 24.438 $. La renda per capita de la població era de 19.273 $. Aproximadament el 6,2% de les famílies i el 7,3% de la població estaven per davall del llindar de pobresa.

## Poblacions més properes
El següent diagrama mostra les poblacions més properes.